# Rabenhaupt von Sucha

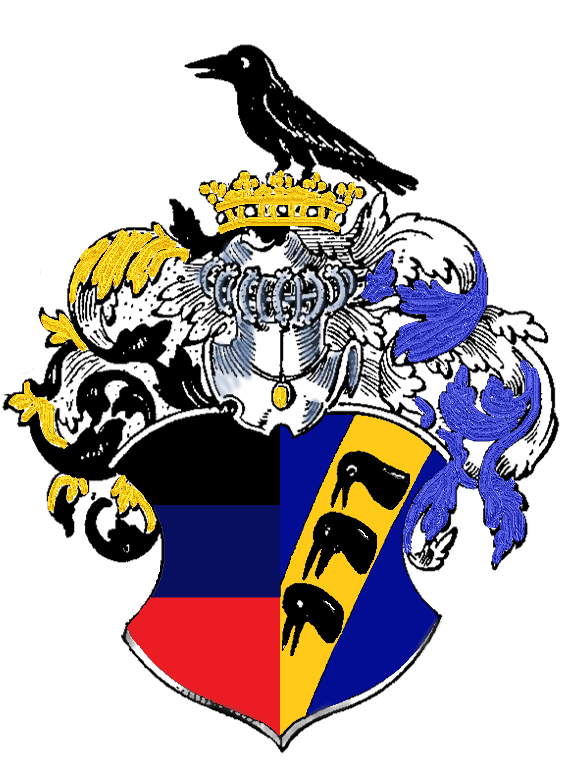
Wappen der Rabenhaupt

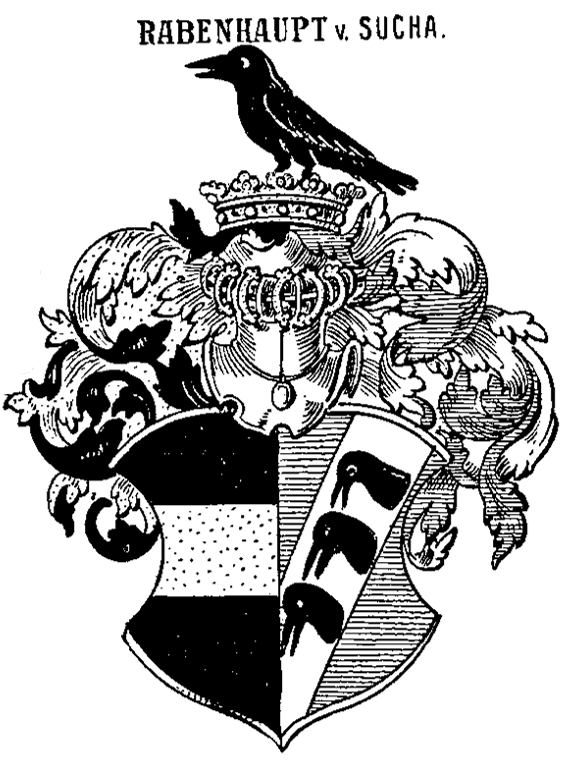
Wappen der Rabenhaupt von Sucha in Siebmachers Wappenbuch

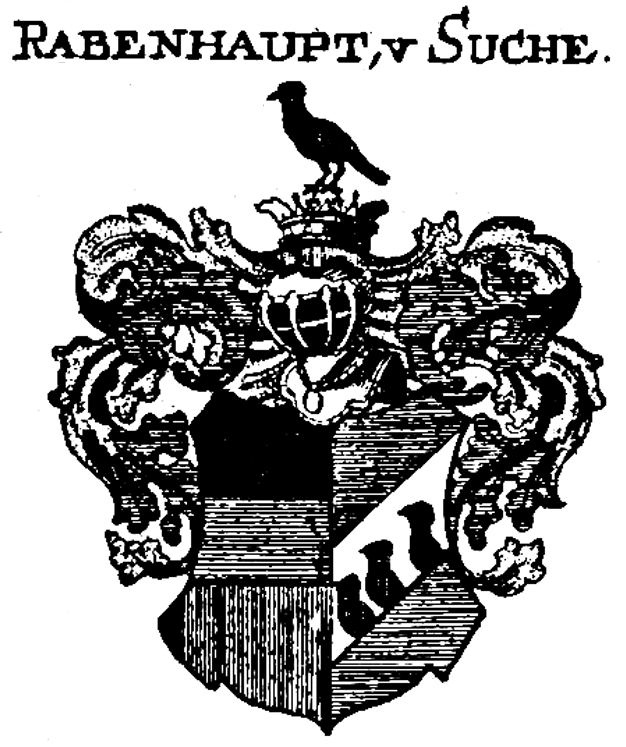
Wappenalternative mit vorne einem blauen Balken

Rabenhaupt von Sucha (auch Robenhaupt von Suche; tschechisch Robmhapové ze Suché) war ein altes böhmisches und österreichisches Adelsgeschlecht, das in den erblichen Freiherrenstand erhoben wurde und 1761 im Mannesstamm erloschen ist. Zu den umfangreichen Güterbesitz der Rabenhaupt gehörten u. a. neben Tremoschnitz in Böhmen, Windeck bei Heidelberg in der Pfalz und Krottendorf, Lichtenberg, Ramsenthal in Franken.

## Geschichte
Rabenhaupt dürfte den Namen nach kein slawischer Ursprung zu Grunde liegen. Für den Stammsitz Sucha, ein Meierhof in der späteren Herrschaft Frauenberg im Budweiser Kreis in Südböhmen, erwähnt die Landtafel um 1305 Hedwig von Sucha, welche damals ihre Mitgift darauf bestätigte. 1408 erscheint Albrecht von Sucha und 1430 bis 1433 Janek von Sucha auf Stepanov, der 1430 einen Vergleich mit Ulrich von Rosenberg schloss. Möglicherweise ist er identisch mit Johann von Sucha, den König Sigismund 1436, Donnerstag nach der Taufe Jesu, mit der Veste, dem Meierhof und dem Dorf Chrielonce des verstorbenen Magisters Albik, des Weiteren fünf Höfen in Kralovic, den Dörfern Nedvezi, Nupaky des Domkapitels Vyšehrad sowie Vratkov des Kapitels Altbunzlau belehnte. 1469 saß Rim von Sucha, Sohn von Hynek, wegen Schädigung an Johann von Rosenberg, auf Burg Zvikov (Klingenberg) in Gefangenschaft. Laut einer Schuldurkunde gehörte 1493 Kaspar Rabenhaupt von Sucha das Dorf Sudomer. 1509 schloss er mit seinen Söhnen einen Vergleich um einen Wassergraben, mit Untertanen der Herrschaft Frauenberg aus Racic. 1542 waren die Brüder Wenzel, Georg, Vales, Andreas und Nikolaus, möglicherweise die Söhne von Kaspar, in Sudomec ansässig. Davon fungierte Wenzel als Vizelandschreiber des Königreichs Böhmen, der 1530 von König Ferdinand I. die Dörfer Ahajska, Bratrice, Vykroulice und Utechovie erworben hatte.
Aus einer Nebenlinie stammte Niklas von Rabenhaupt, der 1529 Wien bei der Türkenbelagerung verteidigte. Darauf wirkte er als kaiserlicher Rat, niederösterreichischer Kanzler und Hofkammerrat. Das wahrscheinlich bereits zuvor als Lehen erhaltene Schloss und Markt Ottensheim wandelte ihm Erzherzog Ferdinand am 10. November 1532 in Stuhlweissenburg in ein freies Eigentum um. 1532/35 soll er den oberösterreichischen Ritterstand (ob der Enns) erlangt haben. Seine Tochter Barbara heiratete Bartholomäus Ginger von Ranzenbach, 1568 böhmischer Oberfalkenmeister. Der Sohn Christoph Rabenhaupt veräußerte das Umgeld und die Urbarsteuer von Ottensheim an Erasmus von Gera, der darauf am 30. März 1554 die landesfürstliche Bestätigung erhielt. 1564 kaufte er von Johann Haugvic von Biskupic die böhmische Herrschaft Kopidlno. In Folge dürfte sein Schwager Sebastian Jörger Ottensheim erhalten haben. Die Söhne von Christoph waren, Christoph der Jüngere, 1591 Herr auf Kopidlno und Balthasar, 1614 Herr auf Behare. Balthasar vermachte als letzter seiner Linie Kopidlno Johann Rudolf Trčka von Lípa.

Johann III. Rabenhaupt († 1585) diente als böhmischer Hofkammerrat. 1562 bekleidete er das Amt des Rentmeisters des Königreichs Böhmen. Der Sohn des Vizelandschreibers Wenzel, Sigmund Rabenhaupt († 1551) verkaufte 1560 die Veste Drslavice an die Herren von Rosenberg. 1542 besaß er zusammen mit seinem Bruder Heinrich das Gut Pacov. Die Vormünder seiner Söhne Albrecht und Wenzel kauften 1550 das Schloss Lichtenburg und 1556 das Schloss Wildstein. Albrecht II. Rabenhaupt wirkte als Hauptmann des Caslauer Kreises, sowie 1593 als Landtagskommissar. 1575 erklärte König Maximilian II. seine nach einer Erbteilung an ihn gekommene Herrschaft Lichtenburg mit Ronov zum freien Erbe und am 2. August 1578 König Rudolf II. das vormalige Kronlehen zum freien Allod. Albrecht Rabenhaupt fand zusammen mit drei Ehefrauen seine letzte Ruhestätte in der Kreuzkirche von Ronov. Ernst, Herr auf Ronov stand auf der Seite des Winterkönigs, dem 1626 das Gut Ronov entzogen, jedoch für 48160 Schock Meißner Groschen erneut verliehen wurde. 1627 fiel der Besitz an die Krone Böhmens heim. Johann IV. zusammen mit seinem jüngeren Bruder Sigmund II. Herr auf Lichtenburg und Tremosnic, hinterließ die Söhne Albrecht III. und Wenzel V. Albrecht floh nach der Schlacht am Weißen Berg nach Sachsen, wo er 1629 in Zittau Zuflucht fand. Auch sein Bruder Wenzel musste als Parteigänger des Winterkönigs nach Sachen emigrieren.

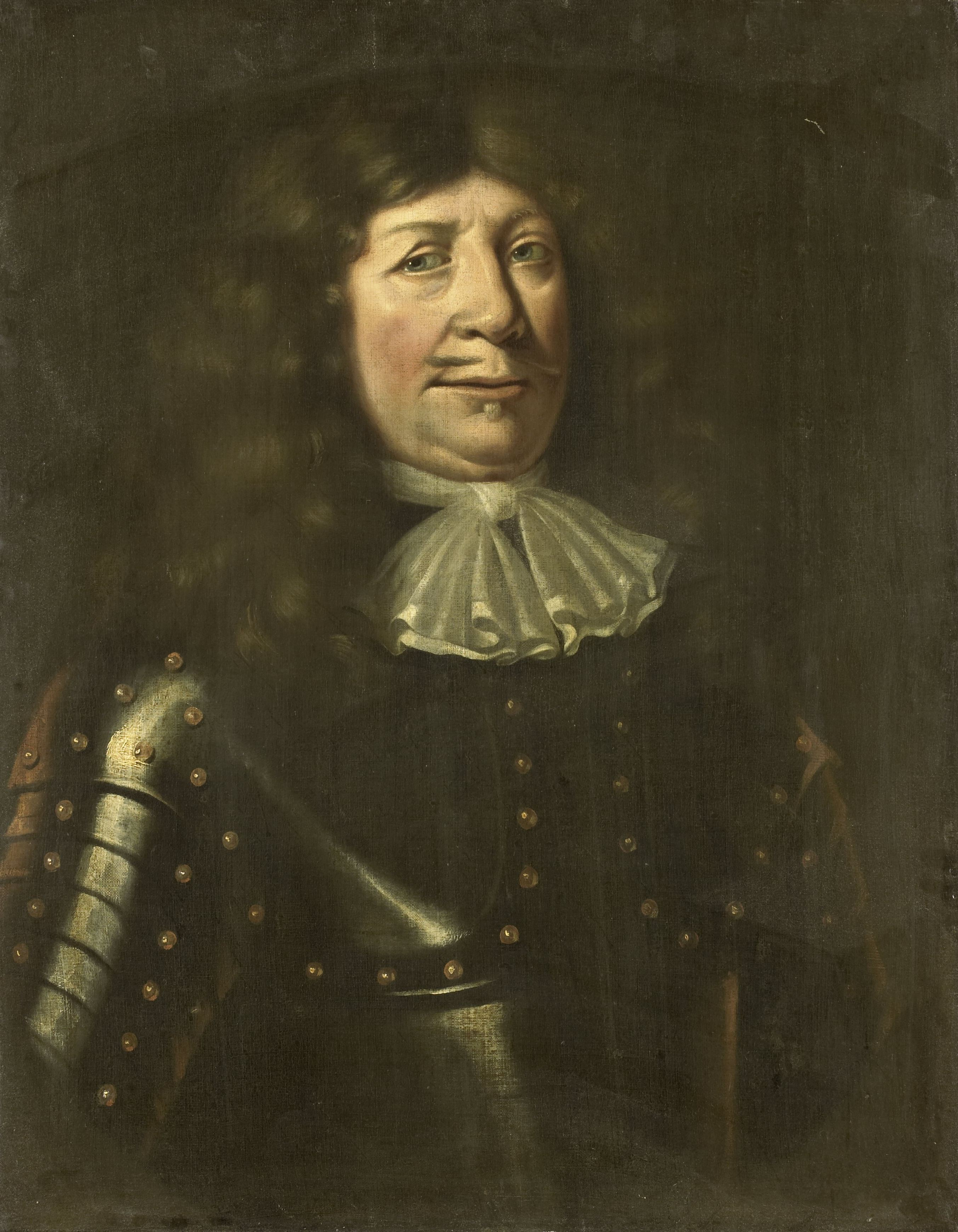
Carl von Rabenhaupt

Von seinem Vater Albrecht II. erbte Sigmund II. Rabenhaupt († 1625) die Güter Lichtenburg und Tremesnice. Letzterer wohnte nach dem das Schloss Lichtenburg abbrannte, in Tremesnice. Da auch er als Rebell galt, büßte er laut Urteil vom 2. Dezember 1623 ebenfalls sein Vermögen und Güter ein, erhielt sie jedoch am 12. März 1624 zwangsweise in ein Lehen umgewandelt, zurück. Erbe waren seine Söhne Carl, Caspar, Ferdinand Franz, Albrecht IV. und Ernst II. denen es 1630 zum freien Lehensgut erklärt wurde. 1636 trat sein ältester Sohn Ferdinand Franz zum Katholizismus über. 1637 übernahm es Ferdinand Franz als Alleineigentum, in dem er seine jüngeren Brüder mit einer Geldsumme entschädigte. Ferdinand Franz († 1675), kaiserlicher Rat und Kämmerer, sowie 32 Jahre Hauptmann des Caslauer Kreises erlangte am 29. Februar 1644 den erbländischen Freiherrenstand. 1651 konnte er Moravany für die Familie zurückkaufen. Des Weiteren erwarb er Krchleb, Dobrovitov und Chlum. Da seine Frau und alle seine Kinder vor ihm gestorben waren, bestimmte er seinen Bruder, den General Carl von Rabenhaupt zu seinem Erben, unter der Bedingung, dass er nach Böhmen zurückzukehren und zum katholischen Glauben konvertieren müsste. Da dieser die Bedingungen nicht erfüllte und noch dazu im selben Jahr ebenfalls starb, erbte die Liegenschaften ein entfernter Verwandter Ferdinand Adam von Rabenhaupt († 1695). Letzterer wurde am 17. Juni 1680 in den böhmischen Freiherrenstand erhoben. Aus seiner Ehe mit Ludmilla Johanna Hiserle von Chodau gingen die vier Kinder Johann Ferdinand, Franz Carl, Johann Anton und Franziska hervor. 1738 erwähnt ein Titularkalender Johann Anton Karl Freiherr Rabenhaupt von Sucha, als Herr auf Tremosnic, Lichtenburg und Strancic. Mit seinem Sohn Johann Joseph († 1761), Herr auf Tremosnic und Lichtenburg ist das Geschlecht im Mannesstamm erloschen. Seinem Vetter Wenzel Freiherr Obitetzky von Obitecz genehmigte Kaiserin Maria Theresia am 25. Februar 1766 in Wien eine Namens- und Wappenvereinigung zu „Obitetzky Freiherr von Obitecz, Rabenhaupt und Suche“.

## Wappen
Blasonierung: Gespalten, vorn mit einem goldenen (auch blauen) Balken von Schwarz und Rot geteilt, hinten in Blau ein silberner  (auch goldener) Schräglinksbalken, darin drei schwarze Rabenköpfe. Auf dem gekrönten Helm mit rechts schwarz-goldenen und links blau-silbernen (auch blau-goldenen) Helmdecken ein schwarzer Rabe.